# Mallinella
Mallinella är ett släkte av spindlar. Mallinella ingår i familjen Zodariidae.

## Dottertaxa tillMallinella, i alfabetisk ordning[1]
- Mallinella albomaculata
- Mallinella albotibialis
- Mallinella bandamaensis
- Mallinella bicolor
- Mallinella calilungae
- Mallinella cameroonensis
- Mallinella cinctipes
- Mallinella dambrica
- Mallinella debeiri
- Mallinella decurtata
- Mallinella dinghu
- Mallinella dumogabonensis
- Mallinella etindei
- Mallinella fulvipes
- Mallinella gongi
- Mallinella hainan
- Mallinella hamata
- Mallinella hingstoni
- Mallinella hoosi
- Mallinella inflata
- Mallinella karubei
- Mallinella kelvini
- Mallinella kibonotensis
- Mallinella klossi
- Mallinella koupensis
- Mallinella labialis
- Mallinella leonardi
- Mallinella liuyang
- Mallinella lobata
- Mallinella maculata
- Mallinella manengoubensis
- Mallinella maolanensis
- Mallinella mbaboensis
- Mallinella mbamensis
- Mallinella meriani
- Mallinella monticola
- Mallinella nigra
- Mallinella nomurai
- Mallinella nyikae
- Mallinella octosignata
- Mallinella okinawaensis
- Mallinella okuensis
- Mallinella panchoi
- Mallinella ponikii
- Mallinella ponikioides
- Mallinella pricei
- Mallinella pulchra
- Mallinella sadamotoi
- Mallinella scutata
- Mallinella selecta
- Mallinella septemmaculata
- Mallinella shimojanai
- Mallinella slaburuprica
- Mallinella subinermis
- Mallinella submonticola
- Mallinella sylvatica
- Mallinella thinhi
- Mallinella tridentata
- Mallinella vandermarlierei
- Mallinella vietnamensis
- Mallinella v-insignita
- Mallinella vittiventris
- Mallinella vokrensis
- Mallinella zebra